# Gare de Verrès
La gare de Verrès (en italien, Stazione di Verrès) est une gare ferroviaire italienne de la ligne de Chivasso à Aoste, située sur le territoire de la commune de Verrès, en Vallée d'Aoste. Elle dessert notamment, les instituts d'enseignements supérieur de Verrès, le val d'Ayas et la station de ski de Champoluc.
Mise en service en 1886, c'est une gare voyageurs de Rete ferroviaria italiana (RFI) desservie par des trains régionaux (R) Trenitalia.

## Situation ferroviaire
Établie à environ 361 mètres d'altitude, la gare de Verrès est située au point kilométrique (PK) 60,782 de la ligne de Chivasso à Aoste (voie unique non électrifiée), entre les gares ouvertes de Hône - Bard et de Châtillon - Saint-Vincent (s'intercalent les gares fermées de Montjovet et Saint-Vincent).

## Histoire
Construite par l'État, la « station de Verrès » est mise en service le 5 juillet 1886, lors de l'ouverture à l'exploitation du dernier tronçon de Donnas à Aoste.
La gare restera fermée de 2024 à 2026 dans le cadre de l'électrification de la ligne de chemin de fer.

## Service des voyageurs

### Accueil
Gare voyageurs RFI, classée argent, elle dispose d'un bâtiment voyageurs, avec guichet et salle d'attente, ouvert du lundi au vendredi. Un bar est installé en gare.
Un passage souterrain permet la traversée des voies et l'accès aux quais.

### Desserte
Verrès est desservie par des trains régionaux Trenitalia de la relation Ivrée - Aoste.

### Intermodalité
Un parc pour les vélos et un parking pour les véhicules y sont aménagés. Sur la place de la gare se situe le point de départ des lignes de bus et cars du réseau local de la basse vallée et du val d'Ayas. Verrès est une étape des toutes les lignes vers l'Italie et vers la France qui passent par la Vallée d'Aoste. Les lignes sont gérées par la société SAVDA et par l'Entreprise valdôtaine de transports autoroutiers (VITA).

## Patrimoine ferroviaire
Le bâtiment voyageurs d'origine est utilisé pour le service ferroviaire. C'est un bâtiment comportant un corps central, à trois ouvertures et un étage, encadré par deux ailes à une ouverture en façade. Une ancienne halle à marchandise désaffectée est également présente. Ces édifices ont été rénovés au début des années 2000.